# Elecciones generales de Tonga de 2017
Las elecciones generales se celebraron en Tonga el 16 de noviembre de 2017 para elegir 17 de los 26 escaños a la Asamblea Legislativa El Rey de Tonga Tupou VI disolvió la Asamblea el 25 de agosto de 2017 en el consejo de su Presidente, Sialeʻataongo Tuʻivakanō, quién expuso que el Primer ministro Akilisi Pōhiva estaba intentando reclamar poderes del rey y el Consejo Privado dentro del gabinete.
Las nominaciones se cerraron el 27 de septiembre, con 86 candidatos disputando los asientos de 17 personas.

## Sistema electoral
La Asamblea Legislativa de Tonga cuenta con un máximo de 30 miembros, de los cuales 17 son elegidos directamente por votación en el primer y último puesto por circunscripciones de un solo miembro. La isla de Tongatapu tiene diez distritos electorales, Vava'u tres, Ha'apai dos y'Eua y Niuatoputapu / Niuafo'ou uno cada uno. Nueve escaños están ocupados por miembros de la nobleza que eligen representantes entre ellos. El gabinete formado por un primer ministro puede incluir hasta cuatro miembros no elegidos para la Asamblea, que luego se convierten automáticamente en miembros de la legislatura.

## Resultados
El Partido Democrático de las Islas Amigas ganó 14 escaños, lo suficiente para permitirles formar un gobierno sin necesitar el apoyo de nobles o independientes.

### R̩epresentantes Populares
| Distrito     | Electo               | Partido                                 | Votos |
| ------------ | -------------------- | --------------------------------------- | ----- |
| Tongatapu 1  | Akilisi Pōhiva       | Partido Democrático de las Islas Amigas | 1376  |
| Tongatapu 2  | Semisi Sika          | Partido Democrático de las Islas Amigas | 1111  |
| Tongatapu 3  | Siaosi Sovaleni      | Independiente                           | 1421  |
| Tongatapu 4  | Mateni Tapueluelu    | Partido Democrático de las Islas Amigas | 1436  |
| Tongatapu 5  | Losaline Ma'asi      | Partido Democrático de las Islas Amigas | 1034  |
| Tongatapu 6  | Poasi Tei            | Partido Democrático de las Islas Amigas | 1426  |
| Tongatapu 7  | Sione Vuna Fa'otusia | Partido Democrático de las Islas Amigas | 1274  |
| Tongatapu 8  | Semisi Fakahau       | Partido Democrático de las Islas Amigas | 1183  |
| Tongatapu 9  | Penisimani Fifita    | Partido Democrático de las Islas Amigas | 1302  |
| Tongatapu 10 | Pohiva Tu'i'onetoa   | Partido Democrático de las Islas Amigas | 1631  |
| 'Eua 11      | Tevita Lavemaau      | Independiente                           | 790   |
| Ha'apai 12   | Mo'ale Finau         | Partido Democrático de las Islas Amigas | 635   |
| Ha'apai 13   | Veivosa Taka         | Partido Democrático de las Islas Amigas | 905   |
| Vava'u 14    | Saia Piukala         | Partido Democrático de las Islas Amigas | 1366  |
| Vava'u 15    | Samiu Vaipulu        | Independiente                           | 684   |
| Vava'u 16    | 'Akosita Lavulavu    | Partido Democrático de las Islas Amigas | 921   |
| Ongo Niua 17 | Vatau Hui            | Partido Democrático de las Islas Amigas | 438   |

### Representantes Nobles
| Distrito                  | Electo                   | Votos |
| ------------------------- | ------------------------ | ----- |
| 'Eua                      | Lord Nuku                | 10    |
| Ha'apai                   | Lord Tu'iha'angana       | 5     |
| Ha'apai                   | Lord Fakafanua           | 3     |
| Niuatoputapu - Niuafo'ou  | Lord Fusitu’a            | 3     |
| Tongatapu                 | Sialeʻataongo Tuʻivakanō | 12    |
| Tongatapu                 | Maʻafu Tukuiʻaulahi      | 11    |
| Tongatapu                 | Lord Vaha'i              | 7     |
| Vava'u                    | Lord Tu'ilakepa          | 6     |
| Vava'u                    | Tonga Tuʻiʻafitu         | 5     |
| Fuente: Radio New Zealand |                          |       |